# Grysjön, Västergötland
Grysjön är en sjö i Tranemo kommun i Västergötland och ingår i Ätrans huvudavrinningsområde. Sjön är 12 meter djup, har en yta på 0,592 kvadratkilometer och är belägen 178,2 meter över havet. Sjön avvattnas av vattendraget Grysjöån. Vid provfiske har abborre, gädda och mört fångats i sjön.

## Delavrinningsområde
Grysjön ingår i det delavrinningsområde (636323-135131) som SMHI kallar för Namn saknas. Medelhöjden är 201 meter över havet och ytan är 17,43 kvadratkilometer. Det finns inga avrinningsområden uppströms utan avrinningsområdet är högsta punkten. Grysjöån som avvattnar avrinningsområdet har biflödesordning 3, vilket innebär att vattnet flödar genom totalt 3 vattendrag innan det når havet efter 128 kilometer. Avrinningsområdet består  mestadels av skog (71 procent). Avrinningsområdet har 1,09 kvadratkilometer vattenytor vilket ger det en sjöprocent på 3,4 procent. Bebyggelsen i området täcker en yta av 0,37 kvadratkilometer eller 1 procent av avrinningsområdet.